# Martín Caballero Madrid
Martín Caballero Madrid (Madrid, Comunidad de Madrid, España, 16 de enero de 1984) es un árbitro de baloncesto español de la liga ACB. Pertenece al Comité de Árbitros de la Comunidad de Madrid.

## Trayectoria
Empezó a arbitrar cuando tenía 16 años, en el 2000. Fue ascendido a la máxima categoría (Liga ACB) en la temporada 2014-15, junto al catalán Víctor Mas Cagide.
En 2012 arbitró la Supercopa Femenina celebrada en Salamanca.

## Temporadas
| Categoría        | País   | Año               |
| ---------------- | ------ | ----------------- |
| Categorías bases | España | 2000 - 2008       |
| FEB              | España | 2008 - 2014       |
| Liga ACB         | España | 2014 - Actualidad |